# Naples Park
Naples Park és una concentració de població designada pel cens dels Estats Units a l'estat de Florida. Segons el cens del 2000 tenia 6.741 habitants.

## Demografia
Segons el cens del 2000, Naples Park tenia 6.741 habitants, 2.737 habitatges, i 1.757 famílies. La densitat de població era de 2.133,4 habitants/km².
Dels 2.737 habitatges en un 28,9% hi vivien nens de menys de 18 anys, en un 47,4% hi vivien parelles casades, en un 10,8% dones solteres, i en un 35,8% no eren unitats familiars. En el 24,9% dels habitatges hi vivien persones soles el 7,9% de les quals corresponia a persones de 65 anys o més que vivien soles. El nombre mitjà de persones vivint en cada habitatge era de 2,46 i el nombre mitjà de persones que vivien en cada família era de 2,88.
Per edats la població es repartia de la següent manera: un 22,4% tenia menys de 18 anys, un 7,3% entre 18 i 24, un 33,1% entre 25 i 44, un 22,2% de 45 a 60 i un 15% 65 anys o més.
L'edat mediana era de 37 anys. Per cada 100 dones de 18 o més anys hi havia 107,5 homes.
La renda mediana per habitatge era de 41.820 $ i la renda mediana per família de 45.441 $. Els homes tenien una renda mediana de 27.923 $ mentre que les dones 28.038 $. La renda per capita de la població era de 21.150 $. Entorn del 4,6% de les famílies i el 7,8% de la població estaven per davall del llindar de pobresa.

## Poblacions més properes
El següent diagrama mostra les poblacions més properes.